# Wooldridgeïta
La wooldridgeïta és un mineral de la classe dels fosfats; és un difosfat (antigament pirofosfat) molt poc freqüent a la natura. Anomenada així per James Wooldridge (1923-1995), mineralogista amateur i gemmòleg de Fernhill Heath (Regne Unit), el qual va descobrir el mineral.

## Classificació
Segons la classificació de Nickel-Strunz, la wooldridgeïta pertany a «08.FC - Polifosfats, poliarsenats i [4]-polivanadats, només amb H₂O» juntament amb els següents minerals: fianelita, pintadoïta, arnhemita, canafita i kanonerovita.

## Característiques
La wooldridgeïta és un fosfat de fórmula química Na₂CaCu²⁺₂(P₂O₇)₂·10H₂O. Cristal·litza en el sistema ortoròmbic. La seva duresa a l'escala de Mohs és 2 a 3.

## Formació i jaciments
En la seva localitat tipus va descriure's en fractures en roques sedimentàries del Cambrià; en aquesta mateixa localitat es va trobar associada a calcita i yarrowita. S'ha descrit només a Anglaterra.